# Кириченко, Юрий Константинович
Юрий Константинович Кириченко (род. 18 февраля 1991, Сокоч, Камчатская область) — российский спортсмен, действующий чемпион Европы по тхэквондо в весовой категории до 87 кг, чемпион России, мастер спорта международного класса.

## Биография
Родился 18 февраля 1991 года в селе Сокоч в семье Андрея Викторовича и Жанны Александровны Кириченко. В 2009 году переехал в Махачкалу. В 2015 году переехал в Краснодар и по настоящее время на спортивной арене представляет кубанскую столицу. Окончил магистратуру Кубанского государственного университета физической культуры, спорта и туризма.
В 2009 году стал чемпионом Европы по тхэквондо среди юниоров. В 2011, 2012 и 2014 годах завоёвывал серебро на Чемпионатах России по тхэквондо, в 2010, 2015 и 2017 годах — бронзу. В 2013, 2020 и 2021 годах стал Чемпионом России по тхэквондо.
В 2018 году на международном турнире Luxembourg Open ranking G-1 выиграл золото. В 2021 году в составе сборной России одержал победу на Чемпионате мира по тхэквондо в категории свыше 87 кг.
С 2023 по 2024 г. представлял сборную Ямало-Ненецкого Автономного Округа по тхэквондо. 
Женат, воспитывает сына и дочь.